# Dhupchanchia
Dhupchanchia è un sottodistretto (upazila) del Bangladesh situato nel distretto di Bogra, divisione di Rajshahi. Si estende su una superficie di 162,44 km² e conta una popolazione di 176.678  abitanti (censimento 2011).